# 合衆国領有小離島
合衆国領有小離島（がっしゅうこくりょうゆうしょうりとう、英：United States Minor Outlying Islands）は、ISO 3166-1 (JIS X 0304) において定義されている、アメリカ合衆国が領有する9つの島もしくは諸島を総称した統計上の名称である。ISO 3166-1 alpha-2（2文字コード）では "UM"、同alpha-3（3文字コード）では "UMI"、同numeric（数字コード）では "581" となる。
インターネット国名コードトップレベルドメイン (ccTLD) としても“.um”が割り当てられていたが、使用者がいないことを理由に2008年に事実上廃止された。
これらの島々は、統計的な便宜上グループ化されて一つの名称を持っているだけである。所在地域的にも北太平洋、中央太平洋、カリブ海と広範にわたっており、アメリカ合衆国が統治する島であるというほかには、一括して管理されているわけでもなく、また、文化や政治史に共通性があるということもない。

## 名称
合衆国領有小離島には以下の島が含まれる。
- 北太平洋
  - ウェーク島（離島）
  - ジョンストン環礁（離島）
  - ミッドウェー環礁（北西ハワイ諸島）

上記3島は1974年以降、それぞれ ISO コードとして (WK, WAK, 872)、(JT, JTN, 396)、(MI, MID, 488) という個別コードを持っていたが、1986年に本項コード (UM, UMI, 581) に統合された。
- 中央太平洋
  - キングマン岩礁（北ライン諸島）
  - パルミラ環礁（北ライン諸島）
  - ジャーヴィス島（中央ライン諸島）
  - ベーカー島（北フェニックス諸島）
  - ハウランド島（北フェニックス諸島）

これら5島は1974年以降、米領太平洋諸島 (United States Miscellaneous Pacific Islands) として ISO コード:PU, PUS, 849 の個別コードを持っていたが、1986年に統合された。
- カリブ海
  - ナヴァッサ島（ただしハイチが領有権を主張）
  - バホヌエボ礁（ただしコロンビア、ジャマイカ、ニカラグアが領有権を主張）
  - セラニャ礁（ただしコロンビアとホンジュラスが領有権を主張）

## 地理
合衆国領有小離島のうち、合衆国憲法が定める市民の権利や義務などが完全に適用される「合衆国編入領域」となっているのはパルミラ環礁のみで、ほかはすべてが「合衆国未編入領域」である。
人口は、通年平均でウェーク島で75人以上、パルミラ環礁で20人前後、ミッドウェー環礁で40人前後で、そのほとんどが合衆国の政府または軍関係者である。ジョンストン環礁にも近年まで1100人前後の軍関係者がいたが、2005年に総員が退去している。そのほかの島は無人島、または公には住民が存在しない島である。

## 交通

### 空港
ミッドウェー島、ウェーク島、パルミラ環礁に空港（飛行場）がある。

### 港湾
ジョンストン島、ミッドウェー島、ウェーク島、パルミラ環礁（礁湖のウェストラグーン）に港がある。
ベーカー島、ハウランド島、ジャーヴィス島には小型ボートの上陸場所があり、キングマン・リーフ、ナヴァッサ島は沖合の停泊地のみである。